# 山东路矿公司
36°03′42″N 120°19′13″E / 36.06167°N 120.32028°E
山东路矿公司旧址位于中国山东省青岛市市南区广西路14号，是全国文物保护单位青岛德国建筑群中的一处文物保护单位。

## 关于名称
“山东路矿公司旧址”实际包括山东铁路公司（Schantung-Eisenbahn-Gesellschaft）和山东矿业公司（Schantung-Bergbau-Gesellschaft，又译山东矿务公司）两个公司的办公楼旧址，这两个公司最初为两个独立的公司，1913年10月，山东矿业公司因经营不善被山东铁路公司收购，改为山东铁路公司旗下的矿业管理处（Bergbaudirektion）。这一事件后来被错误地解释为“为进一步扩展殖民利益而被合并为山东路矿公司”。“山东路矿公司”之名可能来自于一块山东铁路公司矿业处上海代理处（Bergbau-Abteilung der Schantung-Eisenbahn Gesellschaft, Shanghai-Agentur）的铜质招牌，该招牌现藏于中国国家博物馆。
相对于深居大院内的山东铁路公司旧址来说，位于江苏路太平路路口、面向青岛湾的山东矿业公司旧址更为引人注目，“山东路矿公司旧址”一词在许多出版文献与媒体报道中单指山东矿业公司旧址。

## 建筑历史

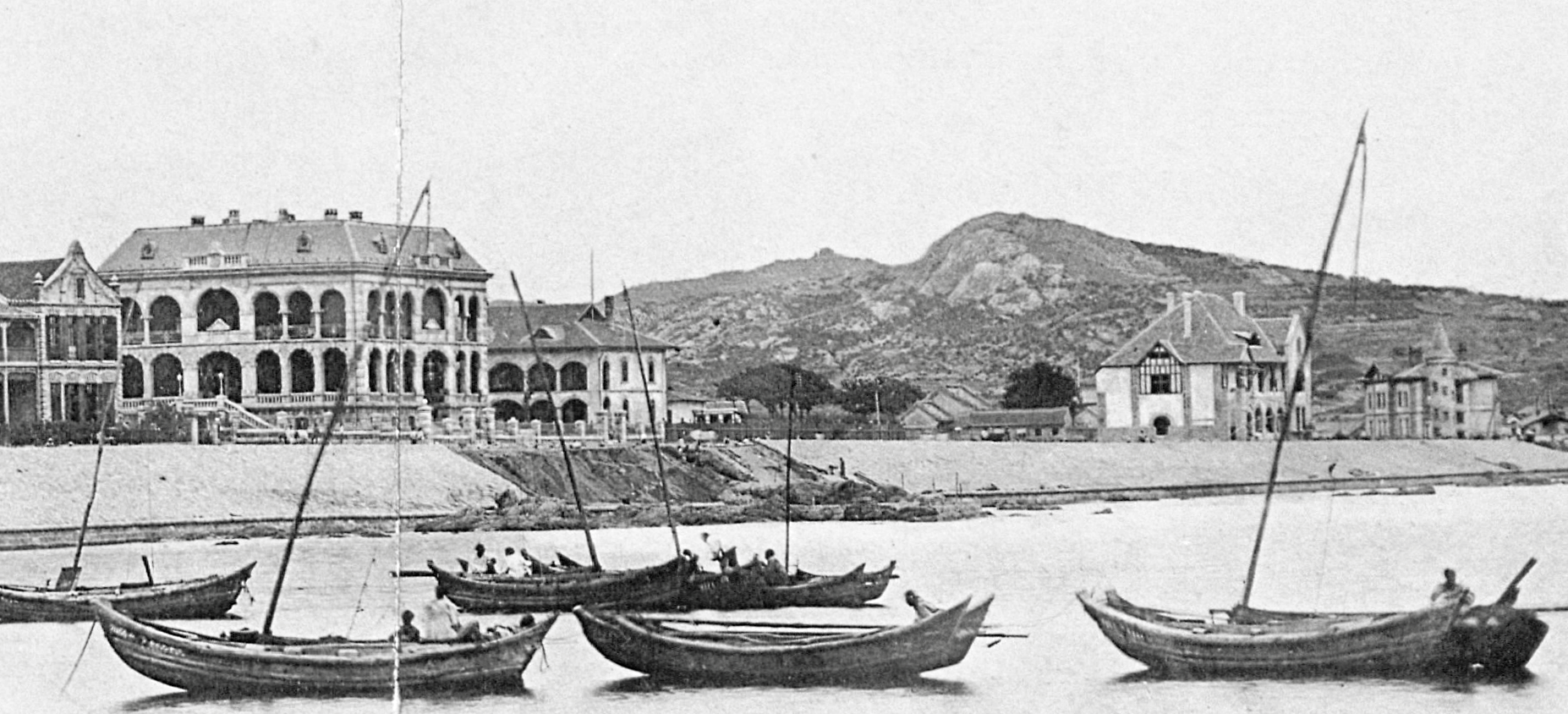
自栈桥眺望今太平路东段，1902年，岸上建筑从左至右为海因里希亲王饭店（仅露出东端）、德华银行、山东铁路公司、山东矿业公司和欧人监狱

山东铁路公司成立于1899年6月。1899年9月23日，胶济铁路开工建设，同年，山东铁路公司在前海德华银行所购地块的东侧开始建造其办公楼。由于其建筑风格与山东铁路公司职员公寓极为相似，办公楼的设计者可能是前者的设计师、胶济铁路青岛至蓝村段的铁路工程师路易斯·魏勒尔（Luis Weiler）。办公楼建成后，山东铁路公司经理、青岛站站房的设计者锡乐巴（Heinrich Hildebrand）在此办公并居住。
山东矿业公司成立于1899年10月，总部设于青岛。1902年，山东矿业公司的办公楼在山东铁路公司办公楼东南侧不远处建成。
1914年11月日军占领青岛后，整个胶济铁路、沿线矿山及山东铁路公司的财产均被日本人接收。青岛守备军所设山东铁道管理部（青岛军政署铁道部）设于原德华大学校舍内，原山东铁路公司与山东矿业公司办公楼用途不明。1922年青岛回归后，两座办公楼及附属建筑为日本领事馆警察署所使用。1945年后作为敌产被国民政府接收。1949年后为海军军产，现与德华银行青岛分行旧址同属广西路14号大院，作为居民楼使用。1999年12月30日，该建筑群以“山东路矿公司旧址”之名列入第六批青岛市文物保护单位。2000年列入青岛市第一批历史优秀建筑。2006年5月25日被纳入第六批全国重点文物保护单位青岛德国建筑群扩展名单中。

## 建筑特色
山东铁路公司办公楼初建时位于威廉皇帝海岸（Kaiser-Wilhelm-Ufer，今太平路）与海因里希亲王街（Prinz-Heinrich-Straße，今广西路）之间，面向西侧的约翰·阿尔布雷希特街（Johann-Albrecht-Straße），街对面便是德华银行青岛分行所在的街区。建筑主体高两层，屋顶采用了类似于歇山顶的样式，最初为铁皮屋顶，约1900年重新铺装木构屋顶，覆盖矩形红瓦。外立面风格采用了殖民地外廊风格，正立面对称布局，设券式外廊，混水墙面。主入口位于正立面一楼中央的券廊内。内部楼梯、门框等部分采用了中式装饰元素。另设部分单层附属建筑。
山东矿业公司办公楼初建时位于威廉皇帝海岸（Kaiser-Wilhelm-Ufer，今太平路）与俾斯麦街（Bismarckstraße，今广西路）西侧，与山东铁路公司办公楼同处一个街区，位于其东南侧不远处的街区东南角。楼高两层，四坡屋顶，面积594平方米，高约14米。正立面面向南侧的青岛湾，东端檐口起山墙，山墙上有一块石板，刻着两把交叉的锤子（现已不存在）。山墙西侧部分一楼为券式外廊，其西端设一入口，二楼为木构外廊。东立面二楼有一石制挑楼，檐口有仿木构装饰。西立面中央檐口处起山墙，有仿木构装饰，其下方设一入口。青灰色石料作为装饰分布于各个立面。
山东矿业公司办公楼约1910年代时曾扩建，扩建后正立面西端起山墙，使得正立面外观较以前更显均衡。其北侧约1930年代时建有一座二层建筑。约翰·阿尔布雷希特街1914年改名丰桥町（日语：〔〕），1923年改名九水路。1949年后，德华银行青岛分行旧址所在街区与铁路、矿业公司所在街区合并为广西路14号大院，九水路因此消失，今广西路14号院门大致为原九水路北端处。两座建筑及大部分附属建筑保存至今，除山东矿业公司旧址状况相对较好外，均年久失修。

## 图集
- 德租时期的山东矿业公司
- 德租时期山东矿业公司西南面
- 山东矿业公司旧址西北面
- 山东矿业公司旧址东南面
- 约1899年的山东铁路公司附近，其屋顶此时为铁皮屋顶，周边筑路等工作尚未完成，远处可看到天后宫、临时天主教堂及尚未拆迁的青岛口
- 约1900年的广西路东段，左侧建筑分别为山东铁路公司、德华银行、海因里希亲王饭店，
- 屋顶改造后的山东铁路公司办公楼，左侧远处可以看到安治泰主教公寓等今江苏路、湖南路一带的建筑
- 广西路14号院内现存的山东铁路公司附属建筑